# NGC 6876
NGC 6876 este o astrophysical x-ray source⁠(d) situată în constelația Păunul. A fost descoperită în 27 iunie 1835 de către John Herschel. Se află la o distanță de 54,3 de megaparseci de Pământ.